# Johannes Schneider (Philologe)
Johannes Schneider (* 26. März 1910 in Dresden; † 29. Juli 2006 in Freiburg im Breisgau) war ein deutscher mittellateinischer Philologe. Er war langjähriger Redaktor des „Mittellateinischen Wörterbuches“ in Berlin und Vertreter des Faches Mittellateinische Philologie in der DDR. 
Nach Abitur am Wettiner Gymnasium in Dresden und Studium in Leipzig und Freiburg im Breisgau wurde er 1935 bei Friedrich Klingner promoviert mit einer Arbeit über die eingeschobenen Nebensätze bei Plautus („De enuntiatis secundariis interpositis quaestiones Plautinae“, Dresden 1937). 1935 begann er eine pädagogische Laufbahn an der Kreuzschule zu Dresden, die schon 1939 mit der Einberufung zum Kriegsdienst und ab 1941 mit der Versetzung nach Griechenland und Jugoslawien endete. 
Nach jugoslawischer Kriegsgefangenschaft bis 1947 und einer Phase berufsfremder Tätigkeiten erhielt er 1951 eine Anstellung bei der Deutschen Akademie der Wissenschaften zu Berlin, wo er bis zu seinem altersbedingten Ausscheiden 1975 die Berliner Arbeitsstelle des „Mittellateinischen Wörterbuches“ leitete und durch seine lexikographische und redaktionelle Tätigkeit wesentlichen Anteil daran hatte, dass die ersten 17 Lieferungen dieses Lexikons von 1959 an in jährlicher Folge erscheinen konnten. 
Darüber hinaus widmete er sich vor allem begriffs- und literaturgeschichtlichen Studien. Hervorzuheben ist besonders seine Arbeit „Das deutsche Vogteiwesen und sein Einfluss auf das mittelalterliche Latein“, in der er den Wandlungen lateinischer Begriffe des römischen Rechtes vor dem Hintergrund kirchlicher, germanischer und feudaler Rechtsentwicklungen nachspürte. In „Die Vita Heinrici IV. und Sallust. Studien zu Stil und Imitatio in der mittellateinischen Prosa“ gelangte er durch die Textanalyse einer mittellateinischen Kaiserbiographie zu neuen Einsichten in Bezug auf das der mittellateinischen Literatur immanente Phänomen der Imitation lateinischer Autoren der Antike.